# Architektura romańska

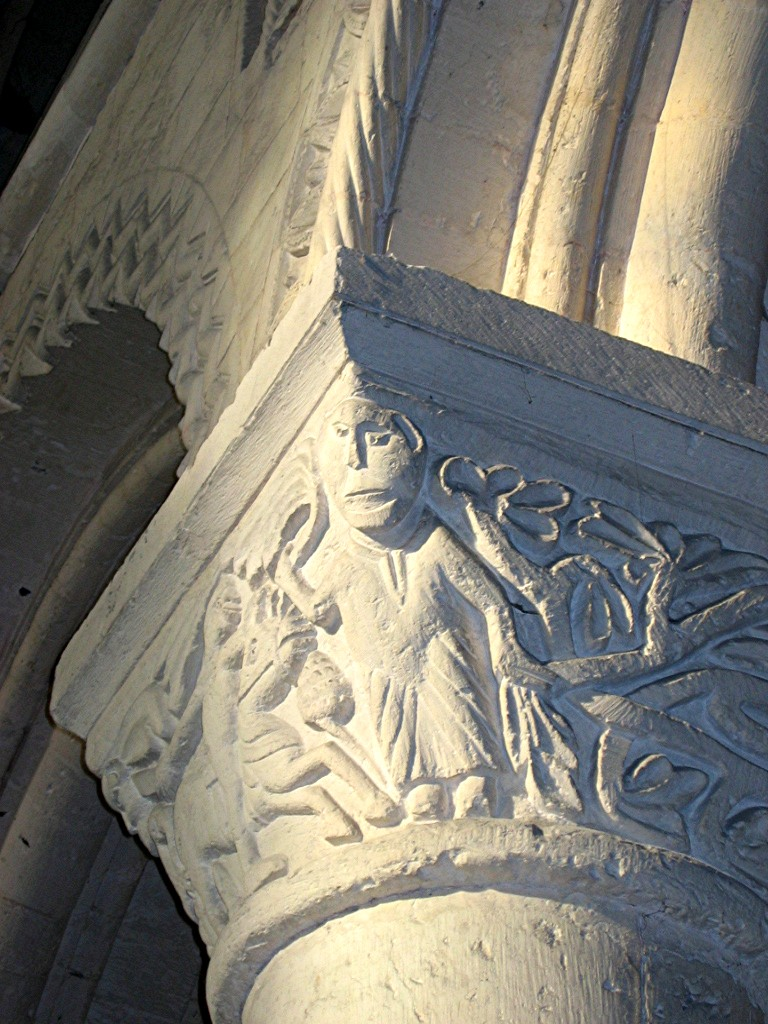
Normandia – kościół Saint-Georges-de-Boscherville, romańska głowica

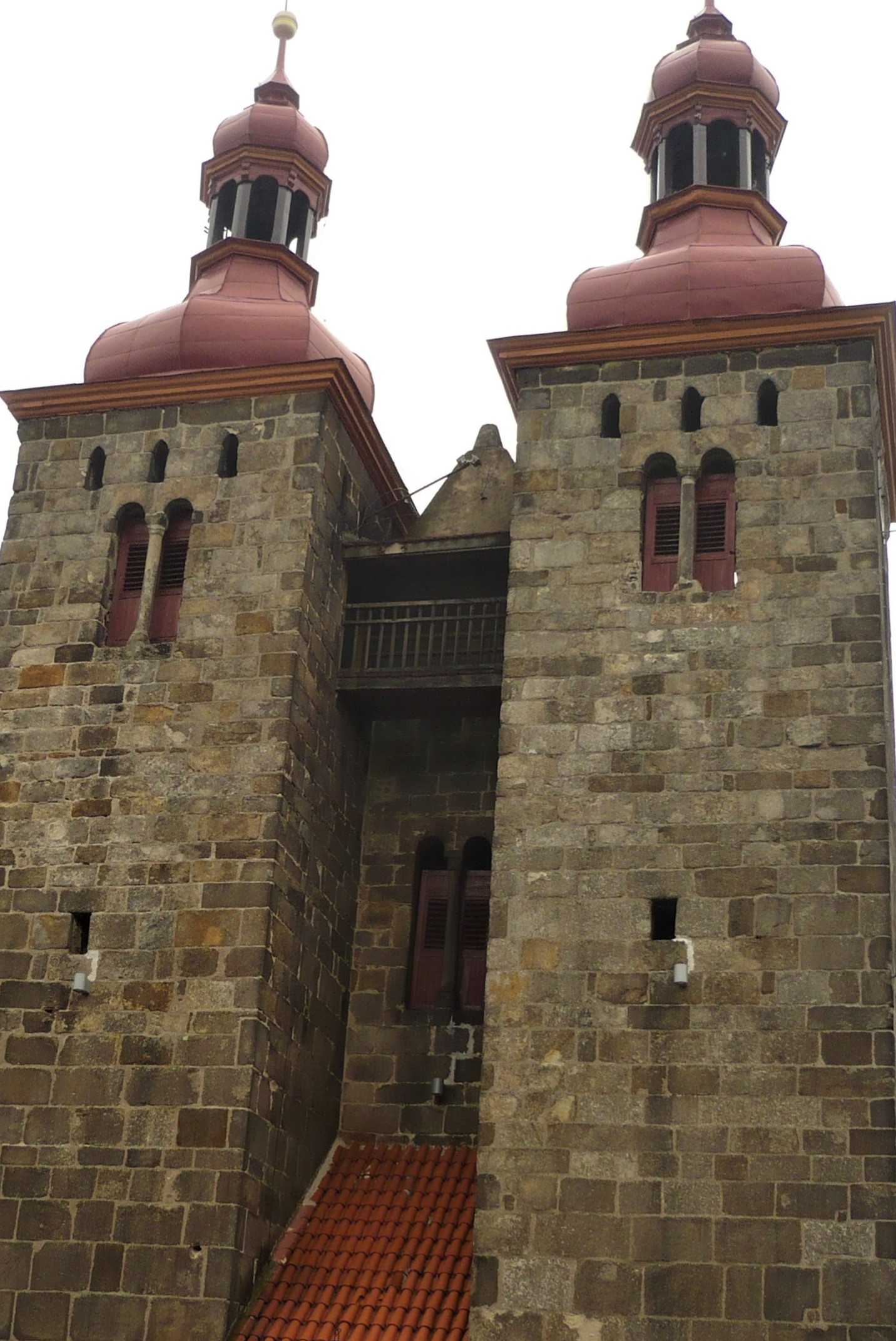
Biforia w kościele w Wierzbnej

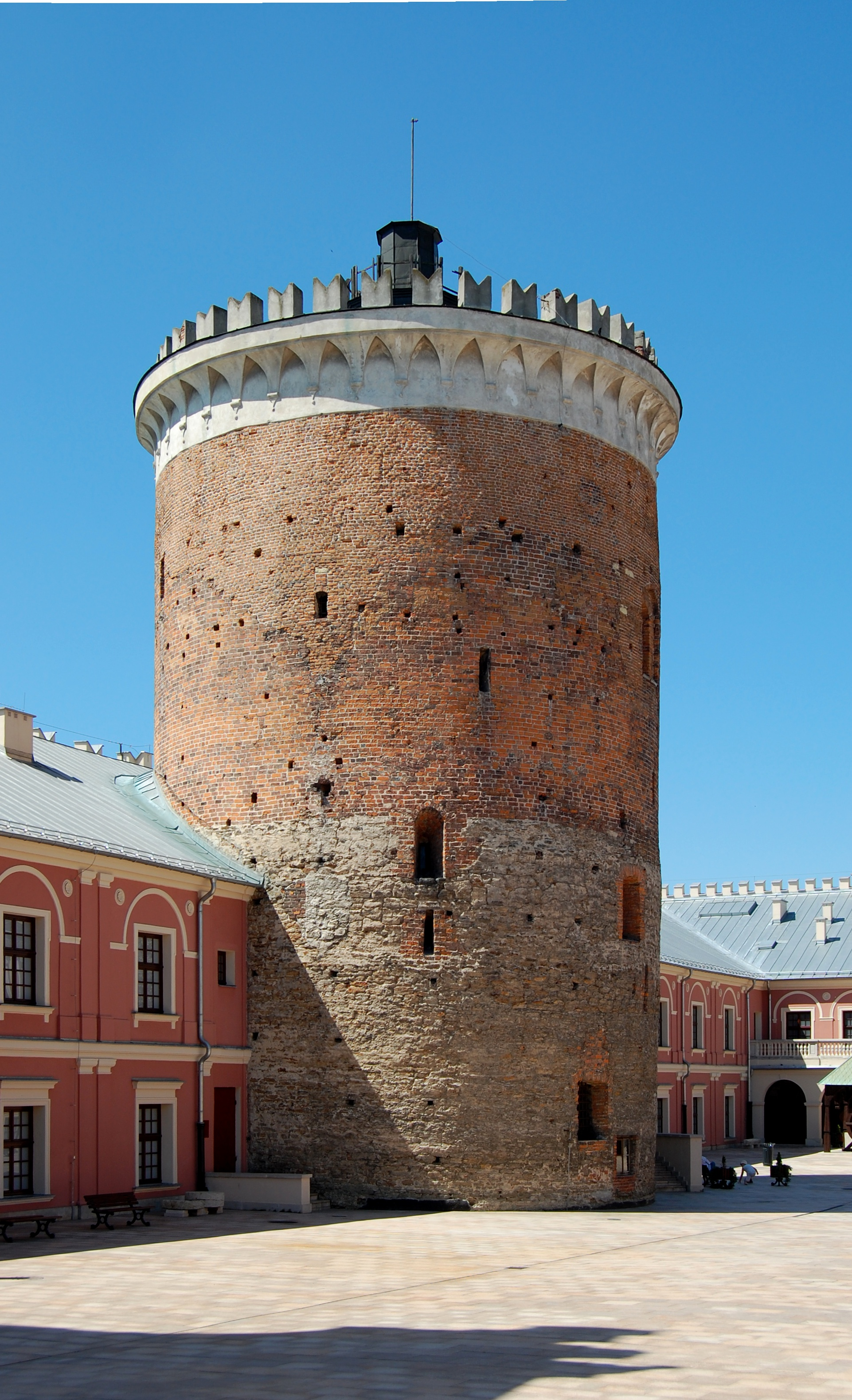
Romański donżon na Zamku w Lublinie

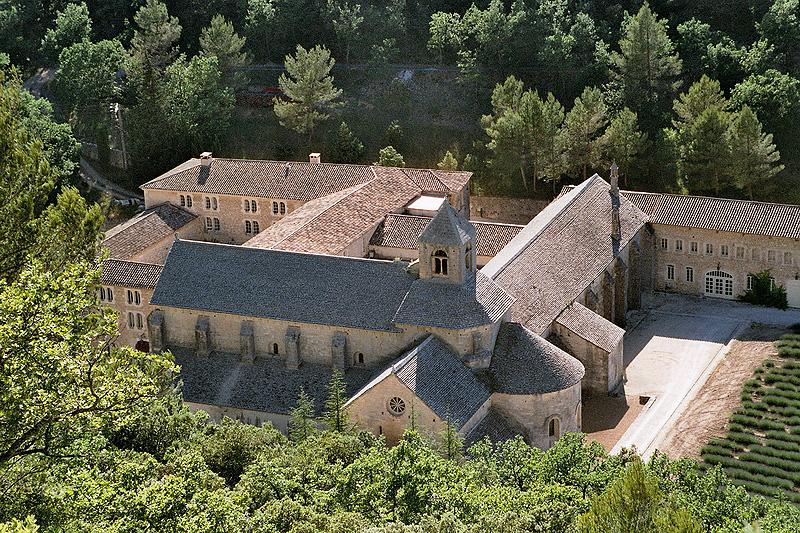
Opactwo Le Thoronet w Senanque, Prowansja

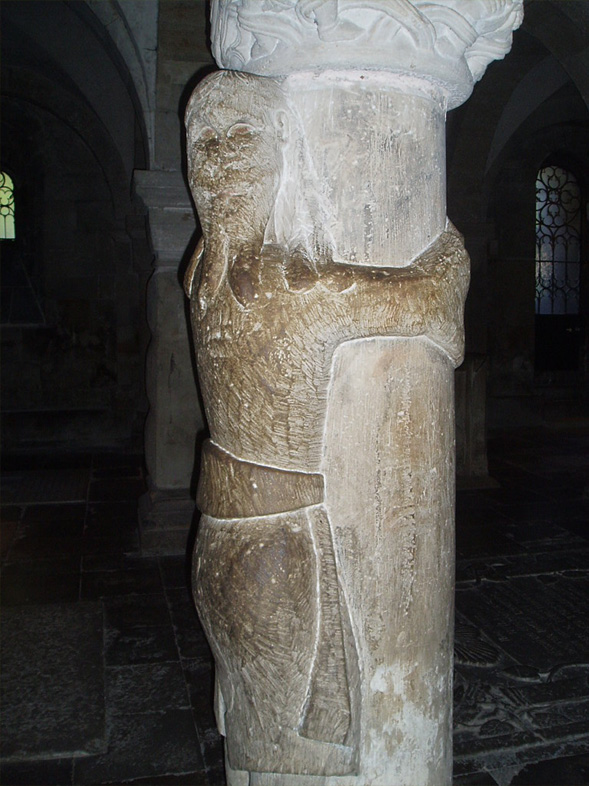
Katedra w Lund – kolumna w krypcie zdobiona płaskorzeźbami

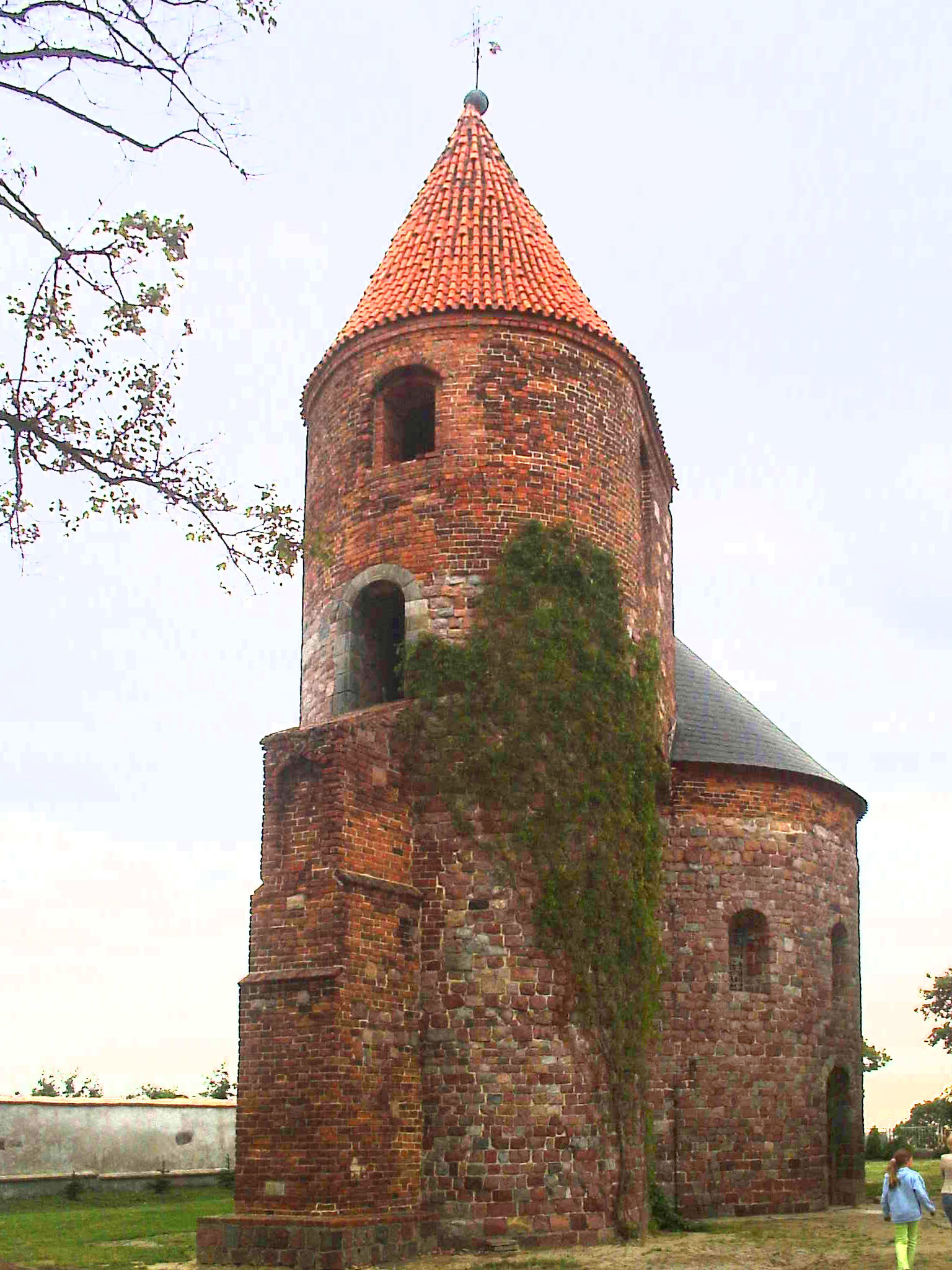
Rotunda św. Prokopa w Strzelnie

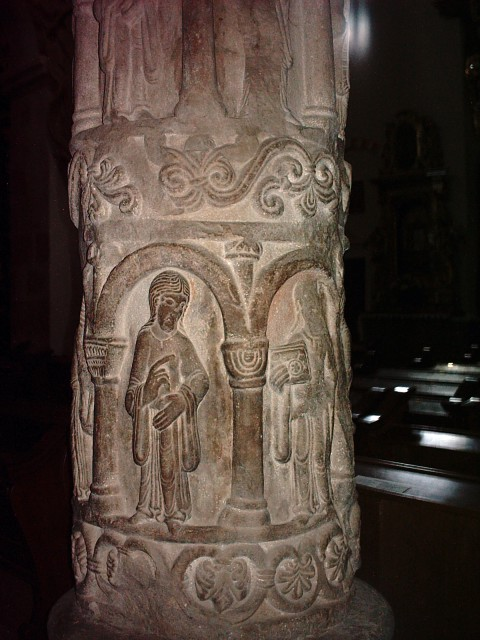
Kościół Świętej Trójcy i Najświętszej Marii Panny w Strzelnie – Kolumna cnót

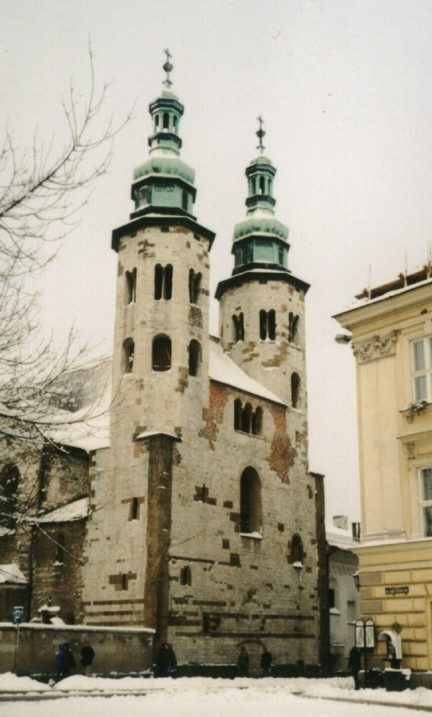
Romański kościół św. Andrzeja w Krakowie

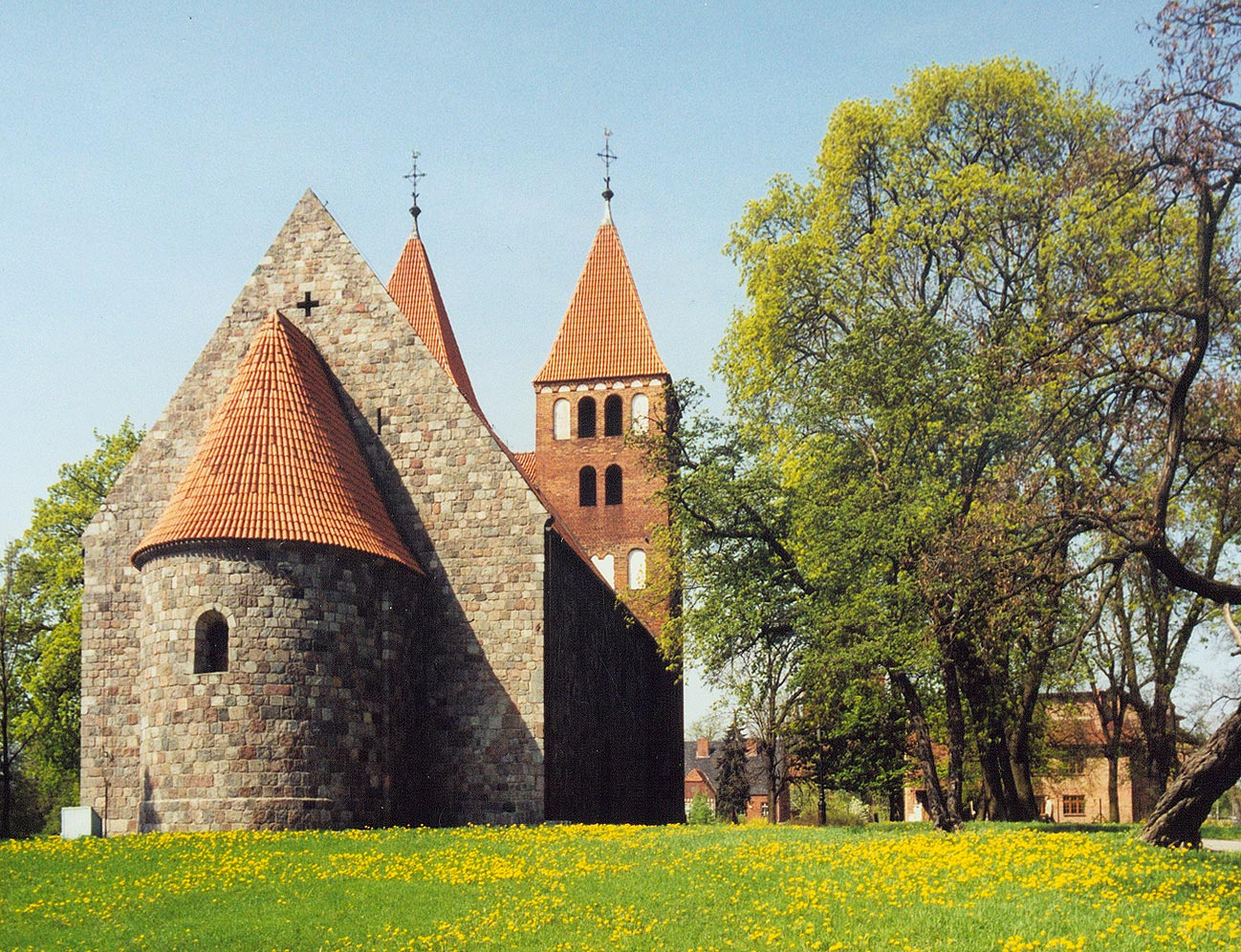
Kościół Imienia NMP w Inowrocławiu

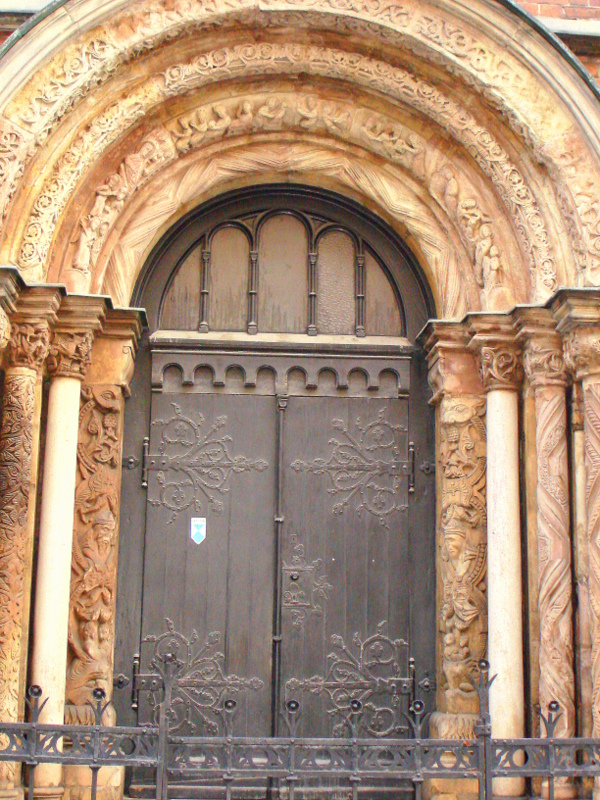
Portal Ołbiński w południowej elewacji katedry Marii Magdaleny we Wrocławiu

Architektura romańska rozwijała się w X-XIII wieku w krajach Europy. Termin „romańska” został wprowadzony dopiero w XIX wieku, najpierw w filologii dla określenia grupy języków wywodzących się z łaciny, później dla sztuki i architektury bazującej na dokonaniach architektury starożytnego Rzymu. Okres trwania architektury romańskiej jest różny w poszczególnych państwach. Nie da się precyzyjnie określić momentu zakończenia tej tendencji stylowej. Najwcześniej, bo już w połowie XII wieku, od tego stylu zaczęli odchodzić budowniczowie w Île-de-France, jednocześnie jednak z narodzinami gotyku powstawały wspaniałe przykłady budowli romańskich w Burgundii. Na rubieżach Europy tendencje romańskie w architekturze będą trwały jeszcze przez cały XIII wiek.
Po nastaniu nowego milenium rozpoczęto na szeroką skalę wznoszenie nowych kościołów. Właśnie budownictwo sakralne odegrało największą rolę w kształtowaniu się nowego stylu architektonicznego, nazwanego stylem romańskim. Kościoły pełniły w tym okresie podwójną rolę: były ośrodkami kultu oraz często spełniały funkcję obronną, dając schronienie podczas oblężeń. Użycie kamienia, jako najczęściej stosowanego budulca, i obronny charakter budowli miały duży wpływ na kompozycję bryły budowli. Kościół romański to budynek złożony z prostych brył (prostopadłościanów, walców, ostrosłupów) o surowym, ciężkim i monumentalnym charakterze. Grube mury i wąskie otwory okienne i drzwiowe, masywne wieże, podkreślają obronność założeń. Rzeźba i malarstwo są podporządkowane architekturze. Ponowne zainteresowanie się architekturą klasyczną i znaczny rozwój sztuki budowlanej pozwoliły na powstanie wielu monumentalnych dzieł. Nie powielano jednak wzorów antycznych. Na kształtowanie się architektury romańskiej, oprócz architektury starożytnego Rzymu, znaczny wpływ wywarła architektura wczesnego chrześcijaństwa i architektura przedromańska, a zwłaszcza dziedzictwo okresu karolińskiego. Zasięg architektury romańskiej przekroczył granice Cesarstwa Zachodniego, obejmując także Europę Środkowo-Wschodnią i Skandynawię. Jej wzorce wraz z krucjatami dotarły także do Syrii i Palestyny. W okresie romańskim po raz pierwszy od czasów starożytnych ukształtował się w miarę jednolity styl, obejmujący swoim wpływem tak duży obszar.

## Ogólne cechy charakteryzujące architekturę romańską
Podstawowymi cechami wyróżniającymi architekturę romańską od stylów wcześniejszych i późniejszych to addycyjność brył i separatyzm wnętrz. Pierwszy termin oznacza, że budynek romański składa się z prostych brył geometrycznych (prostopadłościanów, walców i półwalców) zestawionych ze sobą z wyraźnym wyróżnieniem każdej z nich (bez płynnego ciągłego przechodzenia jednej w drugą), nakrytych osobnymi dachami. We wnętrzu odzwierciedla to druga z powyższych cech – poszczególne części przestrzeni (nawy, kruchty, chóry, absydy) mieszczące się w widocznych od zewnątrz osobnych bryłach, są wyraźnie oddzielone od siebie różnicami wysokości, nadprożami, łukami, rzędami kolumn itp.
Plan budynku romańskiego często jest oparty na siatce powielanych kwadratów, a proporcje brył i wnętrz budowli romańskich są oparte na prostych zależnościach arytmetycznych – np. nawa główna zwykle jest dwukrotnie szersza niż nawy boczne, długość nawy bocznej jest wielokrotnością (np. pięciokrotnością) jej szerokości, wysokość naw bocznych jest zwykle połową wysokości budynku itp. Niektórzy przypuszczają, że zależności takie są wynikiem teologicznej interpretacji fragmentów Pisma Świętego, głoszącego, że Bóg urządził świat „według liczby i miary”.
Kościoły romańskie budowane były często pod szczytami wzniesień, ale nie na samych wierzchołkach. W warstwie symbolicznej odpowiadało to lokalizacji blisko Boga, ale nie w miejscu, w którym ten zamieszkuje.
W budowlach romańskich występuje szereg zdobniczych elementów wystroju charakterystycznych dla tego stylu (gzymsy arkadowe, biforia i triforia, typowe głowice kostkowe i bazy kolumn i inne).

### Budownictwo sakralne
Kościoły romańskie planowane były na rzucie prostokąta lub krzyża łacińskiego z prezbiterium zakończonym półkolistą absydą. Były to kościoły bazylikowe lub halowe. Mniejsze budowle czasem rozwiązywano też na planie centralnym – krzyża greckiego lub rotundy. Wnętrze kościoła dzielono rzędami kolumn lub filarów najczęściej na trzy nawy. Nad skrzyżowaniem transeptu z nawą główną często umieszczano wieże, przez które doświetlano wnętrza. (kopuły występowały tylko sporadycznie). Wieże występowały także na zakończeniach naw poprzecznych, po bokach prezbiterium lub fasady. Spotykane są także kościoły dwuchórowe (posiadające absydy z przodu i z tyłu kościoła). W kościołach pielgrzymkowych zazwyczaj wokół prezbiterium budowano ambit z wieńcem kaplic. Spotykane są także kościoły o obejściach zaplanowanych po obwodzie całego budynku: nawami bocznymi i wzdłuż transeptu podzielonego na nawy. Dach rozwiązywano jako więźbę dachową widoczną z wnętrza kościoła albo zasłoniętą płaskim, drewnianym stropem. Najczęściej jednak były to sklepienia kolebkowe nad nawami głównymi oraz krzyżowe nad nawami bocznymi. (Zastosowanie sklepień poprawiało akustykę pomieszczeń, co było istotne przy śpiewach chóralnych w kościołach zakonnych oraz zwiększało bezpieczeństwo budowli w przypadku pożaru). Sklepienia kolebkowe opierano na stosowanych już znacznie wcześniej gurtach – żebrach wzmacniających sklepienie i pozwalających na zmniejszenie jego ciężaru. Sklepienia naw bocznych, po zastosowaniu dodatkowych filarów lub kolumn zagęszczających podział przęseł miały mniejszą rozpiętość. Taki układ konstrukcyjny, w którym na dwa przęsła sklepienia naw bocznych przypada jedno przęsło nawy głównej, nazywany jest systemem wiązanym. Sklepienia opierają się na ścianach i kolumnach lub filarach. Kapitele występujące w okresie romańskim mają kształt kostki z zaokrąglonymi dolnymi krawędziami, kielicha lub odwróconego ostrosłupa. Są pozbawione ozdób lub dekorowane płaskorzeźbą w formie stylizowanych, wywodzących się z korynckich liści akantu, longobardzkich lub iryjskich plecionek oraz motywów inspirowanych postaciami zwierząt (lwów, pawi, gryfów) i scenami figuralnymi nawiązującymi do Nowego i Starego Testamentu. Bazy kolumn złożone z kilku wałków opierających się na płaskim elemencie w kształcie kostki są ozdobione płaskorzeźbą w formie stylizowanych listków lub małych zwierząt na narożach kostki (tzw. szpony lub żabki). Trzony kolumn wykonywano z kilku ciosów kamiennych (w starożytności często były wykonywane z jednego bloku). W budowlach romańskich zazwyczaj powyżej głowic zamiast architrawu umieszczano gzymsy lub imposty. W budowlach ze sklepieniami krzyżowymi forma podpór staje się bardziej skomplikowana. Żebra i łęki podpierają przylegające do trzonu kolumny cieńsze elementy tzw. służki. Przystawione do ściany mogą schodzić do poziomu posadzki i podpierać się na bazie, albo zakończone znacznie wcześniej zostają osadzone na wsporniku.
W kościołach pielgrzymkowych nad nawami bocznymi budowano empory, które często służyły także jako miejsce odpoczynku dla grup pielgrzymów. Posadzki z płyt kamiennych lub ceramicznych układano w różne wzory, ściany zdobiono freskami, (Wenecja, Palermo mozaikami). Wąskie okna i drzwi umieszczone w grubych murach poszerzano na zewnątrz przez zastosowanie glifów, tak aby umożliwić łatwiejszy dopływ światła. Okna w wieżach dzielono małymi kolumienkami na dwie (biforium) lub trzy części (triforium). Spotykany był także podział na cztery części tzw. quadriforium. Wnętrza oświetlały okna umieszczone w kościołach bazylikowych w ścianach naw bocznych i nawy głównej, ponad dachem przykrywającym nawy boczne; w kościołach halowych i z wbudowanymi emporami – pośrednio przez okna umieszczone w ścianach naw bocznych. Czasami doświetlały je rozety umieszczone w fasadzie oraz okna w wieżach nad skrzyżowaniem nawy głównej z transeptem. Drzwi wejściowe umieszczano w ozdobnym portalu zwieńczonym półkolistym tympanonem ozdobionym płaskorzeźbą. Uskoki ściany zamykały otwór drzwiowy archiwoltą. Powierzchnię ścian zewnętrznych urozmaicały lizeny i fryzy arkadkowe (układ lombardzki) oraz skarpy umieszczane w miejscach umieszczenia gurtów wewnątrz kościoła.

### Klasztory
Licznie powstające w okresie średniowiecza klasztory budowano powielając wzory wcześniej powstałych obiektów. Układ poszczególnych pomieszczeń i rozwiązanie kościoła wiązało się z obowiązującą zakonników regułą. Benedyktyni zazwyczaj wzorowali się na opactwie w Cluny, zakony cysterskie o znacznie surowszej regule składały się z szeregu pomieszczeń na planie prostokąta o bardzo surowych wnętrzach. Mimo wielu różnic z czasem utrwalił się schemat, w którym do dłuższej ściany kościoła przylegał wirydarz otoczony z trzech stron krużgankami. Po zewnętrznej stronie krużganków umieszczano poszczególne pomieszczenia: najbliżej prezbiterium zazwyczaj znajdowała się zakrystia i kapitularz. Oprócz nich w różnej kolejności znajdowały się: pomieszczenia opata, refektarz, dormitorium i inne sale przeznaczone do pracy. Kuchnia często znajdowała się w osobnym budynku, poza główną częścią obiektu. Oprócz pomieszczeń przeznaczonych dla zakonników budowano także pomieszczenia gospodarcze (stajnie, spichlerze, stodoły) oraz budynki przeznaczone dla osób świeckich goszczących w klasztorze np. podczas podróży, pielgrzymek itp. Całość otaczano murem lub palisadą i fosą.

### Budownictwo świeckie
W okresie romańskim budowano feudalne zamki, których najważniejszym elementem był potężny donżon. W nim mieściły się duże pomieszczenia mieszkalne, rozmieszczone na kilku kondygnacjach. Najniżej zazwyczaj umieszczano zbrojownię i spiżarnię. Wyżej, w głównej komnacie, znajdowało się pomieszczenie służące jako jadalnia i sypialnia właściciela zamku, a nad nim pokoje służby. Czasem do wieży dobudowywano niewielką wieżę ze schodami. Wieżę otaczała wewnętrzna fosa, za którą umieszczano pozostałe budynki warowni. Całość chronił mur obronny, zazwyczaj wieńczony hurdycjami albo blankami i fosą zewnętrzną.
Zabudowa miejska związana była z ukształtowaniem terenu, przebiegiem szlaków komunikacyjnych, dostępem do wody oraz istniejącą już wcześniej zabudową. Nowo zakładane miasta planowano najczęściej na krzyżowo-szachownicowej zabudowie. Centralne miejsce zajmował najczęściej prostokątny plac (rynek), od którego, na przedłużeniu jego boków, odchodziły główne ulice. Powstałe w ten sposób pola dzielono na mniejsze kwartały przy pomocy ulic o drugorzędnym znaczeniu, usytuowanych równolegle lub prostopadle do głównych arterii. Powstałe kwartały przeznaczano pod zabudowę. Od frontu powstawał najczęściej warsztat, a mieszkanie budowano w głębi działki lub na piętrze. Część parceli zajmowały także pomieszczenia gospodarcze związane z warsztatem (magazyn) oraz domem (pralnie, łaźnie, kuchnie) i stajnie dla koni z pomieszczeniami na słomę, siano, wozownie itp. Do budowy domów na terenach o dużych zasobach tego materiału używano kamienia, w innych przypadkach zazwyczaj było to drewno z ewentualnym wypełnieniem cegłą, gliną, kamieniem polnym.
W niektórych miastach, zwłaszcza we Włoszech, zazwyczaj planowano trzy place: ratuszowy, katedralny i targowy. W innych krajach plac kościelny budowano w pobliżu lub na przedłużeniu placu targowego. Przy placu targowym powstawały kramy, w których odbywała się sprzedaż towarów spożywczych i miejscowych wyrobów. Handel mięsem miał miejsce w osobnym budynku, tzw. jatkach. Oprócz nich w miastach budowano także tzw. domy kupców, służące jako składy towarów i miejsca handlu dla przyjezdnych dostawców. Ratusze, poza miastami włoskimi z uwagi na odmienną organizację, zaczęły powstawać dopiero na początku gotyku. Wokół miast budowano umocnienia w formie murów obronnych lub wału o konstrukcji drewniano-ziemnej i palisady. We wnętrzu wału umieszczano konstrukcję z przeplecionych pni (konstrukcja hakowa) zwieńczoną izbicami. Większe grody otaczały podwójne lub potrójne pierścienie umocnień, zwłaszcza od strony spodziewanego ataku.
Szczególne miejsce w historii zajmuje najsłynniejszy most zbudowany w okresie romańskim na wzór budowli rzymskich – most w Awinionie na Rodanie.

### Rozwiązania materiałowe
Najczęściej używanym materiałem budowlanym w okresie romańskim był kamień, zwykle miejscowy (z uwagi na wysoki koszt transportu) – piaskowiec, wapień, granit i głazy narzutowe. Do budowy cokołów, naroży budynków, obramowań otworów okiennych i drzwiowych oraz gzymsów używano starannie obrobionych ciosów. Kostki używano także do budowy lica ścian, jednak wewnętrzną część murów często wypełniano kamieniem łupanym lub polnym i łożyskowym. Cegły używano przede wszystkim w Lombardii, Romanii, na południu Francji oraz na terenach północnych Niemiec, Polski, Danii i Niderlandach. Jako materiał budowlany została ponownie rozpowszechniona dopiero pod koniec XII wieku. Do łączenia kamieni i cegieł używano zaprawy wapiennej. W Skandynawii, Polsce i na Rusi często wznoszono świątynie, budynki mieszkalne i całe fortyfikacje przy wykorzystaniu drewna jako podstawowego budulca.

## Architektura romańska w Europie
Mimo wielu cech wspólnych, architektura romańska w poszczególnych krajach wykazuje pewne cechy szczególne, związane z lokalną tradycją, umiejętnościami artystów i gustami oraz możliwościami fundatorów. Cechy charakterystyczne wraz z przykładami dzieł tego okresu zachowanymi w poszczególnych państwach zostały omówione w osobnych artykułach.

## Literatura
- Tadeusz Broniewski, Historia architektury dla wszystkich, Wydawnictwo Ossolineum, Wrocław 1990.
- Sztuka romańska, red. R. Toman, Warszawa 2000.
- Sztuka Świata, t. 3, Wydawnictwo Arkady, Warszawa 1999.
- David Watkin, Historia architektury zachodniej, Wydawnictwo Arkady 2006.